# Birgit Doll
Pour les articles homonymes, voir Doll.
Birgit Doll, née le 9 mars 1956 à Vienne en Autriche, et morte le 26 octobre 2015 à Vienne, est une actrice et metteuse en scène autrichienne.

## Biographie
Après l'obtention de son diplôme de maturité en 1974, Birgit Doll commence, à 19 ans, des études en langues germaniques et théâtrales. Elle rejoint le séminaire Max Reinhardt et y fait ses études d'art dramatique. En 1976, elle fait ses débuts au Landestheater de Salzbourg. Elle travaille également sur les scènes germanophones du Festival de Salzbourg et des théâtres  In der Josefstadt, Volkstheater de Vienne, Burgtheater, Schauspielhaus à  Zurich, Schillertheater à Berlin, Théâtre national de Bavière, Théâtre Ernst Deutsch. 
Elle a travaillé sous la direction de réalisateurs comme Ingmar Bergman, Peter Patzak, Maximilian Schell, Hans Gratzer, Hans Lietzau, Otto Schenk et Achim Benning. 
En octobre 2015, Birgit Doll subit un accident vasculaire cérébral dont elle meurt quelques jours plus tard, le 26 octobre 2015. 
Elle est enterrée au cimetière de Hietzing (groupe 23, numéro 2) à Vienne.

## Filmographie (sélection)
- 1979 : Geschichten aus dem Wienerwald de Maximilian Schell : Marianne
- 1981 : Charlotte de Frans Weisz : Charlotte Salomon
- 1981 : Dantons Tod de Rudolf Noelt : Lucile Desmoulins
- 1984 : Trauma de Gabi Kubach : Anna
- 1984 : Derrick : Le testament (Angriff aus dem Dunkel) (épisode 117 de Jürgen Goslar) : Ute Reiners
- 1985 : NEWS – Bericht über eine Reise in eine strahlende Zukunft de Rainer Erler (de) : Susan
- 1986 : Bitte laßt die Blumen leben de Duccio Tessari : Andrea Rossner
- 1986 : Roter Vogel de Dagmar Damek
- 1986 : The Second Victory de Gerald Thomas : Anna Kunzli
- 1987 : Der Schrei der Eule de Tom Toelle : Johanna Tierholf
- 1988 : Derrick : L’affaire Druse (Die Mordsache Druse) (épisode 169 de Alfred Weidenmann) : Lore Hauk
- 1989 : Le Septième Continent de Michael Haneke : Anna Schober
- 1989 : Frau Berta Garlan de Peter Patzak : Berta Garlan
- 1989 : Un dieu rebelle (Es ist nicht leicht, ein Gott zu sein) de Peter Fleischmann : Anka
- 1991 : Derrick : Tendresse fugitive (Wer bist du Vater?) (épisode 198 de Helmut Ashley) : Ariane Hauser
- 1991 : Le Gorille : Gorille Poker : Viera
- 1994 : Un cas pour deux : Mort d’un artiste (Tod eines Künstlers) : Greta März
- 1995 : Der große Abgang de Nico Hofmann : Gudrun Lampert
- 1995 : Le Renard : Amours mortelles (Das zweite Geständnis) : Dorothea Wullkow
- 1996 : Le Renard : L’empreinte de la mort (Die Spur des Todes) : Helga Vorkamp
- 1997 : Le Renard : Mariage avec la mort (Hochzeit mit dem Tod) : Brigitte Felix
- 1997 : Le Renard : Le grand amour (Große Liebe) : Magda Felin
- 1998 : Tatort : Der zweite Mann : Melissa
- 1998 : Le Renard : Et soudain vient la mort (Plötzlich kam der Tod) : Claudia Nierenz
- 1998 : Suzie Washington de Florian Flicker : Nana Iascwili
- 1999 : Die Entführung de Peter Patzak : Laura Heidfeld
- 1999 : Le Dernier Témoin : Schwebende Engel : Fanny Kolberg
- 1999 : L'Histoire du samedi : La secrétaire du père Noël : La juge des tutelles
- 1999 : Siska : Double vengeance (Der Bräutigam der letzten Tage) : Nora Eckolt
- 2000 : Ternitz, Tennessee de Mirjam Unger : La maman
- 2000 : Der Überfall de Florian Flicker : Böckels
- 2001 : Polizeiruf 110 : Zerstörte Träume : Gabriele Cross
- 2001 : Siska : Mort sous l’asphalte (Der Tote im Asphalt) : Xenia Lechner
- 2004 : Tatort : Der Wächter der Quelle : Barbara Trenkwalder
- 2004 : Mein Vater, meine Frau und meine Geliebte de Michael Kreihsl : La maman
- 2005 : Keller – Teenage Wasteland de Eva Urthaler : La maman de Paul
- 2007 : Heile Welt de Jakob M. Erwa : La maman de Karin/Klaus
- 2008 : Daniel Käfer und die Schattenuhr de Julian Roman Pölsler : Mme Gamsjäger
- 2008 : Mikado de Silvia Zeitlinger Vas : Jacqueline Strasser
- 2010 :  Schnell ermittelt : Simon Koller : Heidi Koller

## Mise en scène (sélection)
- 2004 : Hamlet, William Shakespeare (Shakespeare auf der Rosenburg) avec Raphael Schuchter et Alexander Waechter
- 2008 : Le Marchand de Venise, William Shakespeare (Shakespeare auf der Rosenburg) avec Alexander Waechter et Erich Schleyer
- 2009 : Le Songe d'une nuit d'été, William Shakespeare avec Erni Mangold, Alexander Waechter et Erich Schleyer

## Distinctions
- 1979 : prix du film bavarois
- 1980 : prix du film bavarois
- 1990/1991 : médaille Kainz
- 1994/1995 : prix Karl Skraup
- 1998 : Meilleure actrice au Festival international du film de Floride (Fort Lauderdale)
- 2000 : Prix Nestroy de la meilleure actrice pour son rôle de Martha dans Qui a peur de Virginia Woolf ?